# Marvel Nemesis : L'Avènement des imparfaits
 (avril 2020).
Si vous disposez d'ouvrages ou d'articles de référence ou si vous connaissez des sites web de qualité traitant du thème abordé ici, merci de compléter l'article en donnant les références utiles à sa vérifiabilité et en les liant à la section « Notes et références ».
Marvel Nemesis : L'Avènement des imparfaits (Marvel Nemesis: Rise of the Imperfects) est un jeu vidéo de combat développé par EA Canada et Nihilistic Software puis édité par EA Games. Il est sorti sur PlayStation 2, Xbox, GameCube, Nintendo DS et PlayStation Portable.

## Trame

### Synopsis
L'histoire se passe à New York. Une nouvelle race de super-vilains a fait son apparition et menace de détruire la ville. Dix super-héros Marvel vont devoir s'allier pour repousser cette menace.

### Personnages
18 personnages sont disponibles dans le jeu (deux supplémentaires sont présents sur PlayStation Portable). Dix super-héros Marvel et huit nouveaux personnages nommées les Imparfaits:
- Wolverine
- Tornade
- Spider-man
- Iron Man
- La Chose
- La Torche Humaine
- Magneto
- Elektra
- Daredevil
- Venom
- Captain America (exclusivement sur PSP)
- Docteur Fatalis (exclusivement sur PSP)

Les Imparfaits:
- Van Roekel: Un scientifique extra-terrestre, créateur des Imparfaits.
- Johnny Ohm: Un ancien criminel qui a succombé à la chaise électrique trois fois. C'est une vraie pile électrique.
- Éclipse: Une fille de magicien qui a appris à se téléporter. Elle ne montre jamais son visage.
- Réplique: C'est une ancienne ballerine qui a perdu ses jambes lors d'un accident de voiture. Roekel lui a incrusté des bras sismiques pour faire trembler la terre.
- Solara: Une jeune japonaise pratiquant le Kyokushinkai. Elle contrôle le feu.
- Bunker: Bunker est une créature créée à partir des corps de 100 soldats. C'est un véritable titan.
- Doxic: Un ancien scientifique qui est devenu ce qu'il est à cause d'une explosion chimique dans son laboratoire.
- Perfecta: Une ancienne sauvage qui s'est fait manipuler par Roekel. C'est la plus parfaite de tous.

Les ennemis, autres que les boss, sont des extra-terrestres créés par Van Roekel. Les ennemis vont du simple Envahisseur au puissant Décapiteur.

## Système de jeu
Le gameplay se rapproche beaucoup de la série de jeux de catch,  Def Jam. Les arènes sont destructibles à 100 %. Une barre située sous la barre de vie du personnage se remplit et permet de devenir plus puissant en activant le mode "Rage". Il est aussi possible de réaliser des sortes de "Fatality" à la manière des jeux Mortal Kombat.

### Mode Online
Le jeu comporte un mode en ligne. Il consiste à se battre contre des joueurs du monde entier.

### Mode Aventure
Le jeu comporte un mode aventure scénarisé. Le joueur incarne les super-héros Marvel et quelquefois les imparfaits dans des phases d'action intenses. Il se déplace dans des décors inspirés des 7 arènes.

## Voix françaises
- Patrick Béthune: Wolverine
- Michel Tugot-Doris: Wolverine (une réplique)
- Constantin Pappas: Doxic, Johnny Ohm
- Thierry Kazazian: Spider-man, Daredevil, Nils Van Roekel
- Bruno Magne: La Torche Humaine, Magnéto, Iron Man
- Nathalie Homs: Elektra, Eclipse, Perfecta, Replique
- Philippe Dumond : La Chose, Bunker
- Laura Blanc : Tornade, Solara
- Gabriel Le Doze : Narrateur, Venom

## Postérité
Une série de comics est sortie faisant suite aux jeux. Cette série de comics raconte comment les Imparfaits se sont imposés comme les nouveaux héros de New York.
Une suite devait sortir, mais EA Games l'a annulée et a confirmé qu'il arrêterait les jeux à licence Marvel.